# Gymnastes (Paragymnastes) fulvogenualis
Gymnastes (Paragymnastes) fulvogenualis is een tweevleugelige uit de familie steltmuggen (Limoniidae). De soort komt voor in het Australaziatisch gebied.